# 岐阜県道・三重県道126号養老公園庭田線
岐阜県道・三重県道126号養老公園庭田線（ぎふけんどう・みえけんどう126ごう ようろうこうえんにわだせん）は、岐阜県および三重県によって路線認定されている一般県道。

## 概要
岐阜県では1977年（昭和52年）に「昭和五十二年二月二十七日岐阜県告示第百二十号」により、三重県では1972年（昭和47年）に「昭和47年12月1日三重県告示第697号」により県道として認定されている。
路線認定上、岐阜県大垣市の養老公園を起点とし、三重県いなべ市を経由して、再び岐阜県に入り、海津市南濃町庭田で終点となっている。しかしながら、三重県県土整備部高速道・道路企画室のウェブサイト『三重県の道路/県管理道路』にはこの路線は記載されていない。また、2010年の道路交通センサスの路線にも岐阜県・三重県とも記載がない。
2016年（平成28年）発行の三重県による「路線認定調書」によると、三重県側の総延長は1,990mであり、全線未供用である。

## 参考資料
- 岐阜県『県道の路線認定』（2013年12月18日閲覧。）
- 三重県『三重県公報第10100号』 （2013年12月18日閲覧。）
- 『路線認定調書 平成28年4月1日』三重県、2016年、94頁。